# 瑞穂村 (千葉県香取郡)
瑞穂村（みずほむら）とは、千葉県香取郡にかつて存在した村である。合併後に新設された地名「みずほ台」や、香取市立瑞穂小学校などにその名をとどめる。

## 地理
- 現在の香取市の北西部、旧佐原市の西部に位置する。
- 村域は台地と平地が入り組む谷戸が多い地形になっている。

## 歴史

### 沿革
- 1889年（明治22年）4月1日 - 町村制施行に伴い、堀之内村、谷中村、鴇崎村、西坂村、寺内村、西和田村、西部田村が合併して発足。
- 1955年（昭和30年）2月11日 - 瑞穂村は新島村、津宮村、大倉村とともに佐原市に編入。同日瑞穂村廃止。
- 2006年（平成18年）3月27日 - 佐原市が小見川町、山田町、栗源町と合併して香取市を新設。

変遷表
| 1868年 以前 | 1868年 以前 | 明治3年  | 明治22年 4月1日 | 昭和30年 2月11日 | 平成18年 3月27日 | 現在   |
| ----------- | ----------- | -------- | --------------- | ---------------- | ---------------- | ------ |
|             | 堀之内村    | 堀之内村 | 瑞穂村          | 佐原市 に編入    | 香取市           | 香取市 |
|             | 谷中村      |          | 瑞穂村          | 佐原市 に編入    | 香取市           | 香取市 |
|             | 鴇崎村      |          | 瑞穂村          | 佐原市 に編入    | 香取市           | 香取市 |
|             | 西坂村      |          | 瑞穂村          | 佐原市 に編入    | 香取市           | 香取市 |
|             | 寺内村      |          | 瑞穂村          | 佐原市 に編入    | 香取市           | 香取市 |
|             | 和田村      | 西和田村 | 瑞穂村          | 佐原市 に編入    | 香取市           | 香取市 |
|             | 西部田村    |          | 瑞穂村          | 佐原市 に編入    | 香取市           | 香取市 |

## 人口・世帯

### 人口
総数 [単位： 人]
| 1891年（明治24年） | 1,706 |
| 1903年（明治36年） | 1,875 |
| 1920年（大正 9年） | 1,733 |
| 1930年（昭和 5年） | 1,739 |
| 1940年（昭和15年） | 1,825 |
| 1955年（昭和30年） | 2,318 |

### 世帯
総数 [単位： 世帯]
| 1955年（昭和30年） | 385 |

## 交通
国鉄成田線が村域内を通っていたが、駅は存在しなかった。最寄り駅は大戸駅。